# Menesteu (fill de Pèteu)
Menesteu (en grec antic Μενεσθεύς) i d'acord amb la mitologia grega, va ser un heroi grec, fill de Pèteu i net del rei Erecteu.
Quan els Dioscurs van organitzar l'expedició contra l'Àtica, Menesteu es trobava exiliat de la ciutat d'Atenes, i Teseu, que llavors n'era rei, havia baixat a l'Hades amb Pirítous. Els Dioscurs van cridar-lo i al conquerir la ciutat el van fer rei. Quan Teseu va tornar, es va retirar a Esciros.
Va ser un dels pretendents d'Helena. El "Catàleg de les naus", a la Ilíada, el menciona com a cap del contingent d'Atenes a la guerra de Troia, i va ser un dels grecs que entraren a la ciutat amagats en el cavall de fusta. Segons una versió, morí en la batalla subsegüent, però altres diuen que pogué tornar de Troia i es retirà a l'illa de Melos, on va regnar després de la mort del seu rei, Políanax. També se li atribueix la fundació de la ciutat d'Escil·lècion, entre Crotona i Caulònia, a la costa de Brútium. Estrabó menciona un "Port de Menesteu" a les costes de la Bètica, vora Gades.